# Megachile venustella
Megachile venustella är en biart som beskrevs av Cockerell 1917. Megachile venustella ingår i släktet tapetserarbin, och familjen buksamlarbin. Inga underarter finns listade i Catalogue of Life.